# 松村良幸
松村 良幸（まつむら よしゆき、1942年（昭和17年）3月26日 - ）は、日本の政治家。元長崎県対馬市長（1期）。

## 来歴
長崎県下県郡美津島町出身。福岡大学商学部卒。卒業後は三菱自動車販売に勤務し、その後、帰郷し、対馬空港所長となる。1975年、美津島町議会議員に当選。2期務める。1982年に美津島町長に当選し、6期務める。1999年には全国離島振興協議会会長に就任した。2004年に対馬島内の全6町が合併し、対馬市が発足した。合併後の市長選挙に立候補し、元厳原町長の渕上清を破って当選した。2008年の市長選挙では元対馬市役所職員の財部能成に敗れた。2012年の市長選挙に立候補したが現職の財部に敗れた。この間、長崎ウエスレヤン大学客員教授に就任。2016年の市長選挙でも元対馬市副市長の比田勝尚喜に敗れた。